# Luovvajaure
Luovvajaure är en sjö i Jokkmokks kommun i Lappland och ingår i Luleälvens huvudavrinningsområde. Sjön har en area på 0,536 kvadratkilometer och ligger 423 meter över havet. Luovvajaure ligger i Pärlälvens fjällurskog Natura 2000-område.

## Delavrinningsområde
Luovvajaure ingår i det delavrinningsområde (741202-160897) som SMHI kallar för Utloppet av Luovvajaure. Medelhöjden är 525 meter över havet och ytan är 20,05 kvadratkilometer. Det finns inga avrinningsområden uppströms utan avrinningsområdet är högsta punkten. Vattendraget som avvattnar avrinningsområdet har biflödesordning 4, vilket innebär att vattnet flödar genom totalt 4 vattendrag innan det når havet efter 280 kilometer. Avrinningsområdet består mestadels av skog (92 procent). Avrinningsområdet har 0,63 kvadratkilometer vattenytor vilket ger det en sjöprocent på 3,1 procent.